# Rudolf Brotanek
Rudolf Brotanek (geboren 4. April 1870 in Troppau, Österreich-Ungarn; gestorben  31. Dezember 1944 in Erlangen) war ein österreichisch-deutscher Anglist.

## Leben
Rudolf Brotanek studierte Anglistik, Germanistik und Romanistik an der Universität Wien und wurde 1895 bei Jakob Schipper promoviert. Er arbeitete zunächst als Bibliothekar an der k. k. Hofbibliothek und wurde 1902 Privatdozent an der Wiener Universität. Im Jahr 1908 ging er als ao. Professor der englischen Sprache an die Deutsche Universität Prag und wurde dort 1911 ordentlicher Professor. Nach Kriegsende wechselte er als ordentlicher Professor an die Technische Hochschule Dresden. 1922 wurde er Professor an der Universität Erlangen. Er wurde 1936 emeritiert und erhielt den Titel Geheimer Regierungsrat. Danach vertrat er noch seinen eigenen Lehrstuhl. 
Brotanek wurde am 24. Oktober 1933 Förderndes Mitglied der SS (# 211.281) und außerdem auch Mitglied des Nationalsozialistischen Lehrerbunds (NSLB), Reichsluftschutzbunds (RLB), Reichskolonialbunds (RKB) und des Förderverbandes für Arbeitsdienstlager.  
Brotanek forschte zum frühneuenglischen Theater, zur Metrik und zur grammatischen Geschichte des Englischen. Er gab die Serie „Neudrucke frühneuenglischer Grammatiken“ heraus. 

## Schriften (Auswahl)
- Untersuchungen über das Leben und die Dichtungen Alexander Montgomeries. Weimarer Beiträge zur engl. Philol. 3, Wien und Leipzig : Braumüller, 1896
- Ein mittelenglisches Mysterium aus einer Dubliner Handschrift, in: Anglia, N.F. 9, 1897
- Noahs Arche. Ein Mysterium aus Newcastle on Tyne. Anglia, N. F. 9, 1898
- Die englischen Maskenspiele. Weimarer Beiträge zur engl. Philol. 15,  Wien und Leipzig : Braumüller, 1902
- (Hrsg.): George Mason’s Grammaire angloise : nach den Drucken von 1622 und 1633. Halle a. S. : Niemeyer, 1905
- mit Margarete Rösler (Hrsg.): Simon Daines’ Orthoepia anglicana (1640). Halle a. S. : Niemeyer, 1908
- Texte und Untersuchungen zur altenglischen Literatur und Kirchengeschichte. Halle a. S. : Niemeyer, 1913
- Nachlese zu den Hs. der Epistola Cuthberti und des Sterbespruches Bedas, in: Anglia, N. F. 52, 1940
- Mittelenglische Dichtungen aus der Handschrift 432 des Trinity College in Dublin. Halle : Niemeyer, 1940